# Marie Ponsot
Marie Ponsot (de soltera: Birmingham; Nueva York, 6 de abril de 1921- 5 de julio de 2019) fue una poeta estadounidense, crítica literaria, ensayista, profesora, y traductora. Sus premios y distinciones incluyeron el Premio del Círculo de Críticos Nacional del Libro, el Premio Conmemorativo Delmore Schwartz, el Premio de Poesía Robert Frost, la Medalla Shaughnessy de la Asociación de Lenguas Modernas, el Premio de Poesía Ruth Lilly de la Fundación de Poesía y el Premio Aiken Taylor de poesía americana moderna.

## Biografía
Ponsot nació en Brooklyn, Nueva York en 1921, hija de Marie Candee, una maestra de escuela pública, y de William Birmingham, un importador. Creció en Jamaica, Queens, junto a su hermano. Empezó a escribir poemas ya de niña, y publicó algunos en el Brooklyn Daily Eagle. Después de graduarse en la Universidad de Mujeres St. Joseph's en Brooklyn, Ponsot obtuvo su maestría en literatura del siglo XVII por la Universidad de Columbia. Después de la Segunda Guerra Mundial, viajó a París, donde conoció a Claude Ponsot, pintor y alumno de Fernand Léger, y se casó con él. La pareja vivió en París durante tres años, durante los cuales tuvieron una hija. Unos años más tarde Ponsot y su esposo se mudaron a los Estados Unidos. La pareja tuvo seis hijos más antes de divorciarse.
Al regresar de Francia, Ponsot trabajó como escritora independiente de guiones radiofónicos y televisivos. También tradujo 69 libros infantiles del francés, incluidas las Fábulas de La Fontaine.
Fue coautora con Rosemary Deen de dos libros sobre los fundamentos de la escritura, Beat Not the Poor Desk and Common Sense.
Ponsot enseñó poesía y escritura, en el Centro de Poesía de 92nd Street Y. También ha impartido clases en YMCA, Beijing United University, Universidad de Nueva York, y Universidad de Columbia, y  Queens College en Nueva York, hasta su jubilación en 1991. Además, fue presidenta de la Academia de Poetas Americanos de 2010 a 2014.
Ponsot vivió en la Ciudad de Nueva York hasta que murió en el hospital presbiteriano de Nueva York el 5 de julio de 2019.

## Premios
Ponsot fue autora de varias colecciones de poesía, incluyendo The Bird Catcher (1998), que fue finalista para el  Premio de Poesía Lenore Marshall de 1999 y el ganador del National Book Critics Circle Award, y Springing: New and Selected Poems (2002), que fue nombrado "libro excepcional del año" por The New York Times Book Review.
Entre sus premios encontramos una beca de escritura creativa de la Dotación Nacional para las Artes, el Premio Conmemorativo Delmore Schwartz, el Premio de Poesía Robert Frost, la Medalla Shaughnessy de la Asociación de Lengua Moderna, en 2013 el Premio de Poesía Ruth Lilly de la Fundación de Poesía y en 2015 el Premio Aiken Taylor a la poesía estadounidense moderna.